# Общественный защитник прав (Словакия)
Общественный защитник прав (словац. Verejný ochranca práv, сокр. VOP; также неофициально используется термин «омбудсмен») — независимый государственный представитель, участвующий в охране основных прав и свобод физических и юридических лиц в Словакии. 
С ноября 2022 года пост общественного защитника прав занимает юрист Роберт Доброводский.

## Описание
Общественный защитник прав избирается раз в 5 лет из кандидатов, поддерживаемых не менее чем 15 депутатами Национального совета Словакии. На эту должность может быть избран гражданин Словацкой Республики, достигший 35-летнего возраста и имеющий право избираться депутатом Национального совета. Общественный защитник прав не может быть членом политической партии и политического движения.
Институт общественного защитника прав в правовой системе Словацкой Республики можно охарактеризовать как контролирующий орган sui generis по отношению к органам государственной власти. Его компетенция заключается в защите субъективных прав — основных прав и свобод, а не в защите верховенства закона как такового. Он не может изменять решения властей, однако может привлечь внимание к неправильности действий или бездействия.
Деятельность омбудсмена обеспечивается Управлением общественного защитника по правам человека, расположенным в Братиславе.

## История
Основанием для создания должности послужило принятие конституционного закона № 90/2001 от 23 февраля 2001 года, согласно которому в Главу 8 Конституции Словакии был включён Раздел 2, вводящий понятие и концепцию деятельности общественного защитника прав. Первым омбудсменом стал Павел Кандрач, который принёс присягу 27 марта 2002 года и начал свою деятельность в мае 2002 года; в январе 2007 года он был переизбран Национальным советом на второй срок.
В разные годы пост общественного защитника прав занимали:
1. Павел Кандрач[словац.] (2002—2012);
2. Яна Дубовцова (2012—2017);
3. Мария Патакьова[словац.] (2017—2022);
4. Роберт Доброводский[словац.] (2022—н. в.).

В январе 2014 года председатель Национального совета Павол Пашка предложил перевести Управление общественного защитника по правам человека из Братиславы в Кошице, «поближе к проблемным районам». Яна Дубовцова сочла этот переезд «наказанием и предупреждением общественному защитнику прав человека за деятельность, которую он осуществляет», а также указала на большие расходы, связанные с переездом.